# Tegenpaus Filippus
Filippus was tegenpaus gedurende één dag, 31 juli 768.
Filippus was een monnik in een klooster in Rome, maar was afkomstig uit Lombardije. Nadat koning Desiderius van Lombardije in de zomer van 768 Rome veroverd had op Toto van Nepi en tegenpaus Constantinus II, benoemde hij op 31 juli Filippus tot nieuwe paus, hoewel hij geen priesterwijding ontvangen had. Toen op 1 augustus een kerkelijke rechtbank Constantinus II officieel uit zijn functie onthief en Stefanus tot nieuwe paus benoemde, trok Filippus zich terug.